# Atto mancato
L'atto mancato o paraprassia, o atto sintomatico, o lapsus d'azione, definito in inglese come "slittamento" (Freudian slip), è un fenomeno psichico che consiste in un errore d'azione: si vorrebbe compiere una determinata azione e invece se ne fa un'altra.
Per esempio,  a una cena importante si cerca di prendere dal tavolo un bicchiere pieno di vino e invece lo si urta con le dita facendolo rovesciare, dovendosi poi profondersi in scuse con tutti gli ospiti. Sembrerebbe un atto involontario ma che, sottoposto a indagine psicoanalitica, potrebbe essere spiegato come una voglia inconscia di farsi notare. Questo fenomeno psichico fu descritto per la prima volta da Sigmund Freud quale dimostrazione che esiste una volontà non cosciente, chiamata inconscio che agisce a nostra insaputa e talvolta ci spinge a fare delle azioni che non vorremmo, o che vorremmo e non facciamo. Secondo la teoria freudiana, gli atti mancati nascondono il conflitto nevrotico tra il compiere una certa azione e il non farla, ossia - per continuare nell'esempio precedente - un desiderio cosciente esibizionistico verrebbe represso da una persona e l'inconscio libererebbe l'energia dell'azione repressa, attraverso l'atto mancato.

## Storia
Sigmund Freud, nel suo libro del 1901, Psicopatologia della vita quotidiana, ha descritto il fenomeno e lo ha denominato Fehlleistung, che in tedesco letteralmente significa azione difettosa, mentre nella letteratura specialistica in inglese si è affermata l'espressione greca parapraxis. Freud fornisce parecchi esempi di paraprassie in apparenza insignificanti, bizzarre o assurde; l'analisi è spesso abbastanza lunga e complessa, a causa della resistenza che un individuo attua ad ammettere il progetto nevrotico inconscio.
In Cinque conferenze sulla psicoanalisi elenca: lapsus verbale, di lettura e di scrittura, dimenticanze e sbadataggini nelle faccende di tutti i giorni, il perdere irrompere oggetti, di giocare, il cincillarsi con oggetti, il canticchiare melodie, il maneggiare parti del proprio corpo o dei propri indumenti. Per la loro apparente non significatività per l'Io cosciente, essi manifestano anche nell'uomo sano di mente e "normale" che è riuscito a rimuovere il materiale psichico senza conseguenze significative per la propria salute fisica e mentale. Tuttavia, si meritano la giusta valutazione di sintomi e i loro esami, come quello dei sogni, può portare alla scoperta del materiale celato nella vita psichica dove non esiste nulla di insignificante, di arbitrario e casuale

## Opinioni comuni
La divulgazione del termine ne ha diluito il significato tecnico in alcuni contesti per iscrivere tutto il fenomeno nel perimetro più ristretto del lapsus linguae, spesso nel tentativo di chi compie l'atto mancato di attribuire i motivi dell'errore a uno scherzo o attribuire un significato sessuale all'errore. Non è chiaro, tuttavia, se Freud lo considerasse un errore innocente, o se pensasse, invece, che esistono errori innocenti. L'enorme quantità di atti mancati analizzati nella psicopatologia, molti dei quali sono banali o apparentemente insignificanti, sembrerebbe indicare che Freud ritenesse che una parte molto piccola di quasi tutti gli atti mancati rispondesse ad analisi. Un'altra idea diffusa fra la gente che intende consigliare o fornire aiuto psicologico ad altre persone è di usare gli atti mancati come sintomo di timidezza, ansia, o riservatezza, come indicazione della necessità, da parte della persona che compie l'atto, di parlare in modo più dettagliato dell'insieme represso più profondo dei propri pensieri.